# روزهای آخر (فیلم ۲۰۰۵)
«پایان جهان» (انگلیسی: The Last Days (2005 film)) فیلمی در ژانر درام و جنگی است که در سال ۲۰۰۵ منتشر شد.